# Saint-Félix (Charente Marítimo)
Saint-Félix es un comuna francesa, situada en el département de Charente Marítimo y en la Región de Poitou-Charentes, en el sudoeste de Francia. Sus habitantes reciben el gentilicio de los Saint-Félixiens y las Saint-Félixiennes.

## Demografía[3]
| 364 | 331 | 289 | 273 | 253 | 282 |
| Para los censos de 1962 a 1999 la población legal corresponde a la población sin duplicidades (Fuente: INSEE [Consultar]) |     |     |     |     |     |